# بشیر ناصری
بَشیر ناصری (زاده: خانقاه، پاوه، کرمانشاه) هنرمند، طراح، نقاش و مجسمه‌ساز کُرد ایرانی است. ناصری تحصیلات خود را در رشته هنر از دانشکده هنر دانشگاه تهران به پایان رسانده‌است.
سردیس ها:
سردیس مظهر خالقی (خواننده و موسیقی دان) 
سردیس قادر عبدالله‌زاده (قاله‌مَره) (نوازندهٔ شْمْشال)   
سردیس خالو حسین کوهکن (معمار) 
سردیس مولوی کرد (شاعر) 
سردیس شیرکو بیکس (شاعر) 
سردیس  پیرمرد (شاعر)
سردیس حسن زیرک (خواننده) 
سردیس هیمن موکریانی  (شاعر) 
سردیس عبدالله پَشیو (شاعر) 
سردیس احمد شاملو (شاعر)
مجسمه ها:
مجسمهٔ عمر خاور (نماد حلبچه) 
مجسمهٔ میرزا غلامرضا اصفهانی (خوشنویس)  
مجسمهٔ یلماز گونای (کارگردان) 
شاکرو (خواننده)    
محمدرضا شجریان (خواننده)  
او در سال ۱۳۹۵ به نشان نارضایتی از مسئولان و مدیران شهر مریوان، پیکرهٔ دست‌ساختهٔ خود را از قانع شاعر در خاک دفن کرد.
وی به همراه مجسمه سازانی چون هادی ضیاالدینی، مهدی ضیاالدینی و ناصر خاورزاده در نخستین سمپوزیوم مجسمه سازی مهاباد شرکت کرد که به مدت ۱۰ روز در اردیبهشت ماه ۱۴۰۳ برگزار شد. در این سمپوزیوم بشیر ناصری سردیس شاعر  کُرد هیمن موکریانی را ساخت.
نمایشگاه نقاشی اساتید و دانشجویان دانشگاه هنر/ گالری برگ / تهران 
۲۰۰۴
نمایشگاه گروهی نقاشی گالری قانون/ تهران 
۲۰۰۴
نمایشگاه گروهی نقاشی زنجان/ 
۲۰۰۵
نمایشگاه نقاشان نوگرای کوردستان/ تهران 
فرهنگسرای صبا/ ۲۰۰۶
نمایشگاه گروهی نقاشی 
گالری مریوان/ ۲۰۱۳
نمایشگاه سولو نقاشی گالری 
مریوان/ ۲۰۱۵
نمایشگاه انفرادی نقاشی گالری سقز/ 
۲۰۱۶
نمایشگاه انفرادی نقاشی ترکیه استانبول گالری 
chalak events/2018
نمایشگاه سولو نقاشی ترکیه 
دیاربکر dyar galerya/ 2018
نمایشگاه گروهی نقاشی
/ کرمانشاه / درگاه گالری ۲۰۱۹
نمایشگاه انفرادی 
نقاشی / اصفهان / گالری متن۲۰۱۹
ورکشاپ مجسمه سازی/ انفرادی/اصفهان/گالری متن۲۰۱۹
ورکشاپ مجسمه سازی/ انفرادی/ رشت/ یاتوکا/ ۲۰۲۰
ورکشاپ مجسمه سازی/ انفرادی /آموزشگاه صبا/ سنندج/ ۲۰۲۱
ورکشاپ مجسمه سازی /انفرادی/بوکان/مجسمه قاله مه ره/۲۰۲۲
مجسمه مولوی کورد / نصب در شهر پاوه/ ۱۳۸۷

## نگارخانه

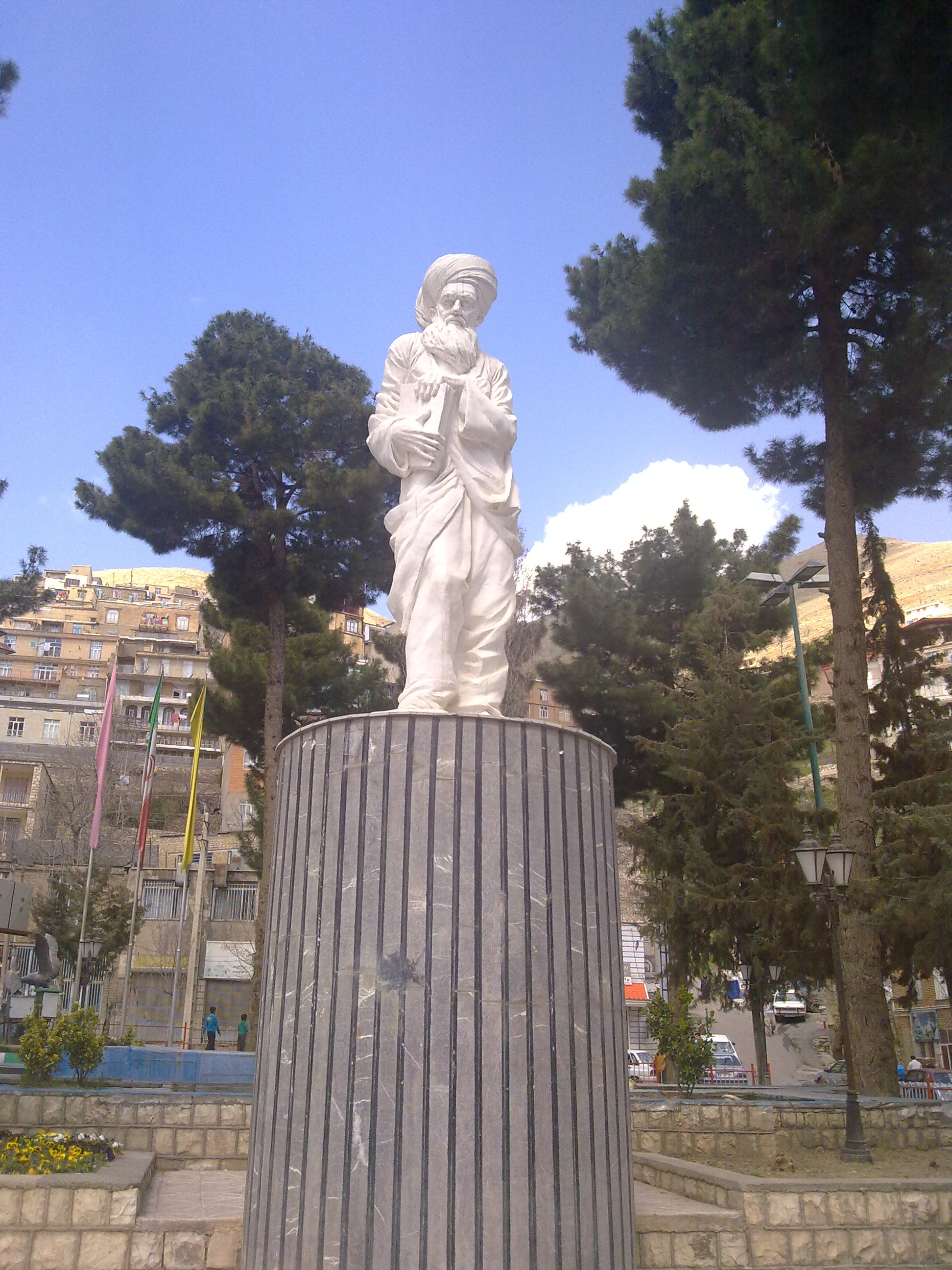
پیکرهٔ ساخته‌شدهٔ بشیر ناصری از مولوی کرد در شهر پاوه.